# David Newman
David "Fathead" Newman (ur. 24 lutego 1933 roku w Teksasie, zm. 20 stycznia 2009) – amerykański saksofonista. Jego kariera rozpoczęła się w 1954 roku, gdy stał się członkiem zespołu Raya Charlesa.
Do 2005 roku Newman nagrał ponad trzydzieści pięć albumów. Jest on znany ze swojego hard bopowego stylu, na którym wzoruje się znaczna część saksofonistów. Tworzył on również muzykę bluesową i R&B, a gwiazdy z jakimi współpracował przy tej okazji to m.in. Stanley Turrentine, Aretha Franklin, B.B. King, Eric Clapton, Natalie Cole, Aaron Neville i Queen Latifah.

## Wybrana dyskografia
- 1959: Ray Charles-Presenting David "Fathead" Newman (Atlantic Records)
- 1960: Wide Open Spaces
- 1962: Straight Ahead (Atlantic Records)
- House of David (Atlantic Records)
- Captain Buckles (Atlantic Records)
- Live At the Village Gate (Atlantic Records)
- I Remember Brother Ray
- 1972: The Weapon (1972)
- 1976: Mr. Fathead (Warner Bros. Records)
- 1977: Back To Basics (Milestone)
- 1982: Still Hard Times (Muse)
- 1988: Fire! Live At The Village Vanguard (Atlantic Records)
- 1990: Return To The Wide Open Spaces
- 1994: Mr. Gentle Mr. Cool
- 2006: Cityscape